# Evanivaldo Castro
Evanivaldo Castro Silva, mais conhecido como Cabinho (Salvador, 28 de abril de 1949), é um ex-futebolista brasileiro, que fez sucesso no México nas décadas de 1970 e 1980.
É o maior artilheiro da história da Primeira Divisão Mexicana, com 312 gols marcados, tendo sido o artilheiro da competição 4 vezes (em 1978-79, dividiu a honraria com Hugo Sánchez).

## Carreira
Revelado pelo América de São José do Rio Preto em 1968, Cabinho (apelido que recebeu por vestir roupas camufladas) teve passagens discretas por Flamengo Goiás, Portuguesa e Atlético Mineiro até 1973, quando foi contratado pelo Pumas UNAM. Defendendo o clube mexicano, marcou 151 gols em 184 partidas. Teve ainda destacada passagem pelo Atlante entre 1979 e 1982, balançando as redes adversárias 108 vezes, além de ter jogado pelo León durante três temporadas. Encerrou a carreira em 1988, aos 39 anos, no Tigres.
Após catorze anos parado, Cabinho voltou ao futebol em 2002, agora para treinar o Lobos BUAP.

## Títulos
Portuguesa
- Campeonato Paulista: 1973
- Copa Estado de São Paulo: 1973

Pumas UNAM
- Primera División de México: 1977

### Artilharias
- Artilheiro das temporadas 1975–76 (29 gols), 1976–77 (34 gols), 1977–78 (33 gols), 1978–79 (26 gols), 1979–80 (30 gols), 1980–81 (29 gols), 1981–82 (32 gols), 1984–85 (23 gols)[3]